# André Weßels
André Weßels (* 21. Oktober 1981 in Recklinghausen) ist ein ehemaliger deutscher Florettfechter, Weltmeister und Olympiamedaillengewinner bei den Olympischen Spielen 2012 in London. Des Weiteren ist er mehrfacher Weltcupsieger im Einzel und mit der Mannschaft sowie vielfacher deutscher Meister im Einzel und mit der Mannschaft. Er gehörte zum A-Kader der Florettfechter und kämpft für den Olympischen Fechtclub Bonn (OFC Bonn).
Er war Sportsoldat (Dienstgrad Oberfeldwebel) in der Sportfördergruppe der Bundeswehr in Köln.

## Karriere
Von 1998 bis 2001 gelangen ihm viele Erfolge im Juniorenbereich. So war er unter anderem viermal Juniorenweltmeister, Gesamtweltcupsieger der Junioren 2001, Juniorsportler des Jahres 2001 und gewann mehrere Medaillen bei Junioreneuropameisterschaften. 2000 und 2001 gewann er noch im Juniorenalter die deutsche Meisterschaft der Aktiven im Florett-Einzel. Bei den Weltmeisterschaften in Lissabon gewann er Silber im Einzel und Gold mit der Mannschaft. 2002 wurde er dann auch zum DFB-Fechter des Jahres gewählt. Ein Jahr später bei den Weltmeisterschaften in Havanna gewann er nochmals Bronze mit der Mannschaft. Die Olympischen Spiele 2004 beendete er im Einzel auf Platz 24 und im Team auf Platz sechs.
Er startete bis 2008 für den Fecht-Club Tauberbischofsheim, ab Juni 2008 dann für den Olympischen Fechtclub Bonn. Danach wurde es etwas ruhig um ihn, bis er bei den Fechteuropameisterschaften 2009 in Plowdiw im Einzel die Bronzemedaille holte. 2011 gewann Weßels bei den Weltmeisterschaften in Catania Bronze mit der Mannschaft. Bei den Europameisterschaften 2012 in Legnano holte er mit der Mannschaft Bronze. Mit der Mannschaft gewann er im Herrenflorett bei den Olympischen Spielen 2012 Bronze. Eigentlich nur als Ersatzmann vorgesehen, musste er im Kampf um den dritten Rang gegen die USA nach einer Verletzung von Sebastian Bachmann für diesen einspringen und half den Sieg zu sichern.